# Żałobniki
Żałobniki (Tachyphoninae) – podrodzina ptaków z rodziny tanagrowatych (Thraupidae).

## Zasięg występowania
Podrodzina obejmuje gatunki występujące w Ameryce

## Systematyka
Do podrodziny należą następujące rodzaje:
- Volatinia Reichenbach, 1850 – jedynym przedstawicielem jest Volatinia jacarina (Linnaeus, 1766) – polniczka
- Conothraupis P.L. Sclater, 1880
- Creurgops P.L. Sclater, 1858
- Tachyphonus Vieillot, 1816
- Eucometis P.L. Sclater, 1856 – jedynym przedstawicielem jest Eucometis penicillata (von Spix, 1825) – szczotkogłówka
- Trichothraupis Cabanis, 1851 – jedynym przedstawicielem jest Trichothraupis melanops (Vieillot, 1818) – żałobnik płowy
- Heliothraupis Lane, Burns, Klicka & Price-Waldman, 2021 – jedynym przedstawicielem jest Heliothraupis oneilli Lane, Aponte, Rheindt, Rosenberg, Schmitt & Terrill, 2021 – żałobnik żółtawy
- Loriotus Jarocki, 1821
- Coryphospingus Cabanis, 1851
- Ramphocelus Desmarest, 1805
- Lanio Vieillot, 1816
- Rhodospingus Sharpe, 1888 – jedynym przedstawicielem jest Rhodospingus cruentus (Lesson, 1844) – karminka